# 独岛学校
独岛学校是一个由韩国独立纪念馆运营的教育机构，其任务是教育韩国国民领土主权知识，尤其是独岛的领土主权意识。

## 资料
机构位于忠清南道天安市的独立纪念馆，据其宣称，它将向韩国国民系统地介绍韩日争议岛屿独岛的历史和文化等相关知识。教育项目分为小学团体教育、家庭教育、展览馆教育、独岛考察等4项活动。其计划运营到日本停止主张对独岛的主权为止。
诚信女子大学客座教授徐坰德任首任校长，